# Gran Premi dels Països Baixos del 1978
Resultats del Gran Premi dels Països Baixos de Fórmula 1 de la temporada 1978, disputat al Circuit de Zandvoort, el 27 d'agost del 1978.

## Resultats
| Pos | No | Pilot                 | Equip                | Voltes | Temps/ Retirada    | Pos. de sortida | Punts |
| --- | -- | --------------------- | -------------------- | ------ | ------------------ | --------------- | ----- |
| 1   | 5  | Mario Andretti        | Lotus - Ford         | 75     | 1h 41' 04. 23      | 1               | 9     |
| 2   | 6  | Ronnie Peterson       | Lotus - Ford         | 75     | + 0.32 s           | 2               | 6     |
| 3   | 1  | Niki Lauda            | Brabham - Alfa Romeo | 75     | + 12.21 s          | 3               | 4     |
| 4   | 2  | John Watson           | Brabham - Alfa Romeo | 75     | + 20.92 s          | 8               | 3     |
| 5   | 14 | Emerson Fittipaldi    | Fittipaldi - Ford    | 75     | + 21.5 s           | 10              | 2     |
| 6   | 12 | Gilles Villeneuve     | Ferrari              | 75     | + 45.95 s          | 5               | 1     |
| 7   | 11 | Carlos Reutemann      | Ferrari              | 75     | + 1' 00.52 min.    | 4               |       |
| 8   | 26 | Jacques Laffite       | Ligier - Matra       | 74     | + 1 Volta          | 6               |       |
| 9   | 8  | Patrick Tambay        | McLaren - Ford       | 74     | + 1 Volta          | 14              |       |
| 10  | 7  | James Hunt            | McLaren - Ford       | 74     | + 1 Volta          | 7               |       |
| 11  | 25 | Hector Rebaque        | Lotus - Ford         | 74     | + 1 Volta          | 20              |       |
| 12  | 20 | Jody Scheckter        | Wolf - Ford          | 73     | + 2 Voltes         | 15              |       |
| Ret | 33 | Bruno Giacomelli      | McLaren - Ford       | 60     | Virolla            | 19              |       |
| Ret | 16 | Hans Joachim Stuck    | Shadow - Ford        | 56     | Transmissió        | 18              |       |
| Ret | 31 | René Arnoux           | Martini - Ford       | 40     | Xassís             | 23              |       |
| Ret | 37 | Arturo Merzario       | Merzario - Ford      | 40     | Motor              | 26              |       |
| DSQ | 19 | Vittorio Brambilla    | Surtees - Ford       | 37     | Empès a la sortida | 22              |       |
| Ret | 15 | Jean Pierre Jabouille | Renault              | 35     | Motor              | 9               |       |
| Ret | 30 | Brett Lunger          | McLaren - Ford       | 35     | Motor              | 21              |       |
| Ret | 32 | Keke Rosberg          | Wolf - Ford          | 21     | Accident           | 24              |       |
| Ret | 27 | Alan Jones            | Williams - Ford      | 17     | Accelerador        | 11              |       |
| Ret | 29 | Nelson Piquet         | McLaren - Ford       | 16     | Transmissió        | 25              |       |
| Ret | 4  | Patrick Depailler     | Tyrrell - Ford       | 13     | Motor              | 12              |       |
| Ret | 22 | Derek Daly            | Ensign - Ford        | 10     | Transmissió        | 16              |       |
| Ret | 35 | Riccardo Patrese      | Arrows - Ford        | 0      | Accident           | 13              |       |
| Ret | 3  | Didier Pironi         | Tyrrell - Ford       | 0      | Accident           | 17              |       |
| NVS | 18 | Rupert Keegan         | Surtees - Ford       |        | Ferides            |                 |       |
| NVQ | 17 | Clay Regazzoni        | Shadow - Ford        |        |                    |                 |       |
| NVQ | 10 | Michael Bleekemolen   | ATS - Ford           |        |                    |                 |       |
| NVQ | 9  | Jochen Mass           | ATS - Ford           |        |                    |                 |       |
| NVQ | 23 | Harald Ertl           | Ensign - Ford        |        |                    |                 |       |
| NVQ | 39 | Danny Ongais          | Shadow - Ford        |        |                    |                 |       |
| NVQ | 36 | Rolf Stommelen        | Arrows - Ford        |        |                    |                 |       |

## Altres
- Pole: Mario Andretti 1' 16. 36

- Volta ràpida: Niki Lauda 1' 19. 57 (a la volta 57)